# Barbara Longhi
Barbara Longhi, italijanska slikarka, * 21. september 1552, Ravena, † 23. december 1638, Ravena
V življenju je bila zelo občudovana kot portretistka, toda do danes je žal večina njenih portretov izgubljenih ali neznanih (neatribuiranih). Vseeno pa ji je tudi njeno siceršnje delo, predvsem številne slike Marije z otrokom, prineslo ugled dobre umetnice.

## Življenje in delo
Barbara Longhi se je rodila 21. septembra 1552 v severnoitalijanskem mestu Ravena, kjer je preživela celo življenje. Njen oče Luca Longhi (1507–1580) je bil lokalno znan manieristični slikar, slikal pa je bil tudi njen starejši brat Francesco (1544–1618). Oba brat in sestra sta se učila slikarstva pri očetu in postala sodelavca v njegovem ateljeju. Barbara mu je pomagala pri projektih, kot so velike oltarne slike. Prav tako je oblikovala in se seznanila s postopkom trženja svojih umetniških del pokroviteljem. Čeprav je bilo njeno usposabljanje končano do leta 1570, so njene vezi z družino in očetovo delavnico ostale močne. Zelo malo je znanega o njenem življenju, niti o tem, ali je bila kdaj poročena.
Barbaro Longhi so zelo spoštovali kot portretistko, danes pa je znan le en od njenih portretov, Kamaldolenski menih. To je tudi njena edina znana slika, ki prikazuje odraslega moškega in ena redkih, ki vključuje datum (čeprav zadnja številka ni povsem čitljiva; lahko je 1570 ali 1573).
Njen oče Luca Longhi jo je na svoji sliki Devica z detetom na prestolu in svetniki iz leta 1570 upodobil kot sveto Barbaro. Njegov model je najverjetneje bila tudi na očetovi sliki Poroka v Kani Galilejski. Njena sveta Katarina Aleksandrijska (zgoraj) je močno podobna upodobitvam njenega očeta na prej omenjenih slikah in je splošno znana kot avtoportret. O njenem prikazovanju same sebe kot aristokratske, kultivirane svete Katarine Aleksandrijske Irene Graziani piše, da »je Barbara, ko pokaže svojo podobo, predstavljena po vzoru krepostne, elegantne in eruditne ženske, ki ponovno preučuje teme ki jo je Lavinia Fontana razvila nekaj let prej v Bologni, glede na repertoar, vezan na pozni manirizem«. Domneva se, da je Longhijeva svoj avtoportret morda predstavila v obliki svetnice, da bi se izognila videzu, da je nečimrna. Prvotno naročeno za samostan Sant'Apollinare v Classeju, je sliko leta 1829 prevzel Museo d'Arte della Città di Ravenna, leta 1980 pa je bila restavrirana. Obstaja še nekaj njenih upodobitev Katarine Aleksandrijske.
Večina njenih slik ni podpisanih, a na eno je vključila začetnice BLF, kar pomeni Barbara Longhi fecit ('naredila Barbara Longhi'), na drugi pa BLP, za Barbara Longhi pinxit ('naslikala Barbara Longhi'). Ker je bilo skoraj vse njeno delo nepodpisano, ni znano, koliko slik je ustvarila ali jih še obstaja. Dokončno ji je pripisanih le približno petnajst. Od tega je približno dvanajst slik Marije in otroka, priljubljenega motiva časa protireformacije. Menijo, da so nekatera njena dela napačno pripisana njenemu očetu.
Med Longhijinimi slikami, ki ne prikazujejo Marijo, je Judita s Holofernovo glavo (ok. 1570–75). To temo so naslikale tudi druge umetnice, med njimi Fede Galizia, Elisabetta Sirani in Artemisia Gentileschi. Longhijina različica se močno razlikuje od dveh različic, ki jih je naslikala Gentileschijeva, po tem, da ne prikazuje nasilnega dejanja; namesto tega se zdi, da njena Judita išče odpuščanje, ko gleda proti nebu. To je v skladu s protireformacijskimi idejami o pripravljenosti za priznanje krivde in verovanju v odpuščanje spokornikov.
Preprostost kompozicije in subtilna barvna paleta, uporabljena na njenih slikah, odražata tudi doktrino protireformacije. Njena sorazmerno majhna dela, v nasprotju z velikimi oltarnimi slikami, ki jih je ustvaril njen oče, imajo značaj nabožnih del za zasebno rabo. Pri gledalcih je s takšnimi motivi želela vzbuditi empatijo. Uprla se je trendu ustvarjanja ogromnih biblijskih prizorov, namesto tega se je osredotočila na mirne upodobitve Marije in otroka.
Nanjo kot umetnico so vplivali Rafael, Antonio da Correggio, Parmigianino, Marcantonio Raimondi in Agostino Veneziano. Mednarodni uspeh slovite italijanske slikarke Sofonisbe Anguissole je tudi lahko bil navdih. Medtem ko so vplivale te pomembne osebnosti, se je razvil njen edinstven slog; na primer njeno občutljivo upodabljanje značilnosti, kot so roke in vratovi na Marijah, ter uporaba »tople in nežne zlate palete«. »Tradicionalno kompozicijo povezuje z intenzivnostjo občutka in inovativnimi barvami.«
Umrla je v Raveni 23. decembra 1638 v starosti 86 let.

## Ocena
Longhijeva je ena redkih umetnic, omenjena v drugi izdaji (1568) epskega dela italijanskega slikarja in umetnostnega zgodovinarja Giorgia Vasarija Življenje najodličnejših slikarjev, kiparjev in arhitektov. Vasari piše, da Longhijeva »zelo dobro riše in je nekatere stvari začela barvati z dobro milostjo in maniro«. A kot je Germaine Greer razpravljala v svoji tekmi ovir: usoda slikark in njihovega dela, so takšni 'naključni' izbori umetnic, vključno z Longhijevo, le redko ponujali »resne kritike njihovih dosežkov«. Greer je nato podala svojo oceno: »Barbarina produkcija je bila precejšnja, vse majhne slike, izjemne po čistosti črte in mehkem sijaju barv« in »Barbara Longhi prinaša v svojo izjemno konzervativno sliko preprostost in intenzivnost občutkov, ki presegajo njenega manierističnega očeta in njenega diletantskega brata«.
Muzio Manfredi je ocenil Longhijin talent na predavanju leta 1575 v Bologni:
»Vedeti morate, da danes v Raveni živi osemnajstletnica, hči izvrstnega slikarja Messerja Luce Longhija. V tej umetnosti je tako čudovita, da je lastni oče presenečen, še posebej na svojih portretih, ko komaj pogleda človeka, ki ga lahko upodobi bolje kot kogar koli drugega, ko sedeči pozira spredaj.«
Kljub določeni meri slave v domačem mestu Ravena, Longhijeva v času svojega življenja ni bila nikjer širše znana. Njene slike omogočajo vpogled v vpliv protireformacije na regionalno umetnost.

## Zbirke
Museo d'Arte della Città di Ravenna ima v lasti sedem slik Barbare Longhi ter enajst slik njenega očeta Luce in tri njenega brata Francesca. Njena dela najdemo tudi v zbirkah Musée du Louvre (Pariz), Narodnega muzeja umetnosti Romunije (Bukarešta), Pinakoteka Brera (Milano), Pinacoteca Nazionale di Bologna, Museo Biblioteca del Grappa, Walters Art Museum (Baltimore, Maryland) in Muzej umetnosti Indianapolis ter v Santa Maria Maggiore (Ravena).